# Dirección de Inteligencia y Seguridad
La Dirección de Inteligencia y Seguridad Nacional (DIS) es el servicio de inteligencia y el órgano adscrito al Ministerio de la Presidencia de Costa Rica encargado de informar al presidente de la República en temas de seguridad nacional. Su actual titular es Jorge Torres Carrillo.

## Historia
El primer antecedente de un organismo estructurado encargado de la seguridad e inteligencia en Costa Rica, y en Centroamérica en general, se da por medio de la creación de la Organización de Estados Centroamericanos (ODECA), el 14 de octubre de 1951. El 18 de agosto de 1955, los ministros de Relaciones Exteriores de Costa Rica, Guatemala, Honduras, Nicaragua y El Salvador se reunieron en la ciudad de Antigua, en Guatemala, obteniendo como producto la Declaración de Antigua, la cual decretó la subordinación de las naciones bajo los estatutos de la ODECA. Este es el primer antecedente de carácter regional para establecer sistemas de organización y procedimientos para no tener restricciones en el libre intercambio, cooperación económica y para continuar una unión integral de las naciones de América Central. Su importancia fue el trabajo conjunto de las naciones para combatir peligros comunes de la región. 
En 1963, durante los hechos de la Guerra Fría, el presidente de los Estados Unidos, John F. Kennedy, y conjunto a su secretario de Estado, Dean Rusk, visitaron Centroamérica con la intención de reunirse con los mandatarios para tocar temas como Cuba y la amenaza de la Unión Soviética en el Hemisferio Occidental. La intención real de esa visita era formar un sistema de seguridad moderno y eficiente en el istmo. La reunión, que tuvo lugar en San José, pretendía un sistema de seguridad que combatiera el comunismo, que según palabras del mismo Kennedy, era el mayor obstáculo para el desarrollo económico del istmo centroamericano. De acuerdo al planteamiento, las fuerzas de seguridad tendrían supervisión del Departamento de Estado de Estados Unidos.
El 1 de septiembre de 1963, durante la administración de Francisco Orlich Bolmarcich, se crea la Agencia de Seguridad Nacional, órgano adscrito al Ministerio de Seguridad Pública, con sede en San Pedro de Montes de Oca. La Agencia estuvo compuesta por diez personas, encabezada por un director y un subdirector. Se dedicó a recopilar información alusiva a grupos y elementos radicales, de izquierda y derecha, que representaran amenaza potencial para la seguridad nacional costarricense.
El 12 de diciembre de 1963, se crea el Consejo de Defensa Centroamericano (CONDECA), integrado por los ministros de Defensa de la región. Fue una organización de cooperación conjunta en materia de seguridad entre los Estados Unidos y los países centroamericanos, y su estructura y actividad fueron diseñadas para maximizar contactos entre las Fuerzas Armadas de la región, con el propósito de reducir las rivalidades políticas, incrementar la cooperación en todos su niveles y de reforzar el ideal común de las naciones. La incorporación de Costa Rica a esta organización fue un punto delicado, ya que había sido durante muchos años país de destino para refugiados políticos del resto de Centroamérica, más, aún con esta condición, Costa Rica se unió. Por medio del Departamento de Estado de los Estados Unidos, se organizaron encuentros formales para fundar "agencias de seguridad" o reorganizar las existentes. De acuerdo al planteamiento, las fuerzas de seguridad se reunirían periódicamente cada tres meses bajo la supervisión del Departamento de Estado. De igual manera, se inició la compilación de archivos de personas "sospechosas" de ser "subversivas", creyentes de la ideología comunista.
En 1986, mediante el Decreto Ejecutivo n.° 16398, se traslada la Agencia al Ministerio de la Presidencia. El 19 de mayo de 1994, durante la administración de José María Figueres Olsen, y mediante la Ley n.° 7410, Ley General de Policía, se crea la Dirección de Inteligencia y Seguridad Nacional (DIS), reemplazando a la anterior Agencia de Seguridad Nacional y encargándose a solo informar al presidente de la República en temas de Seguridad Nacional. El 18 de noviembre de 1994, se emite el Reglamento de Organización y Servicio de Dirección de Inteligencia y Seguridad Nacional, que regula las funciones de la Dirección.
En 2005, durante la administración de Abel Pacheco de la Espriella, se emite el Decreto Ejecutivo n.° 32522, Reglamento de Organización y Funcionamiento de la Dirección de Inteligencia y Seguridad Nacional, que define a la DIS como un cuerpo policial que funge como órgano informativo del Presidente de la República en materia de seguridad nacional.

## Estructura
La Dirección de Inteligencia y Seguridad de Costa Rica se estructura en los siguientes órganos:
- La Dirección General de Inteligencia y Seguridad.
  - Unidad de Asesoría Legal.
  - Unidad de Operaciones.
  - Unidad de Recursos Humanos y Capacitación.
  - Unidad de Recursos Materiales y Presupuesto.
  - Unidad de Archivo.

## Titulares

### Directores
| - Mario Soto Baltodano (1994-1996) - ¿? (1996-1998) - ¿? (1998-2002) - Marvin Cartín Cubero (2002-2004) - Guido Alvarado Martínez (2004-2006) - Roberto Solórzano Sanabria (2006-2008) | - José Rafael Torres Castro (2008-2010) - Mauricio Boraschi Hernández (2010-2013) - Celso Gamboa Sánchez (2013-2014) - Mariano Figueres Olsen (2014-2018) - Eduardo Trejos Lalli (2018-2022) - Jorge Torres Carrillo (2022- ) |

## Controversias

### Roberto Guillén
En noviembre del 2008, se dio a conocer la noticia de que el subdirector del ente, Roberto Guillén, presuntamente estaría involucrado con una serie de estafas bancarias. Diferentes medios de comunicación afirmaron que a Guillén las autoridades judiciales le atribuían que formaba parte de una banda delictiva encargada de saquear cuentas bancarias de particulares y empresas y de falsificar cheques. La investigación por parte del Organismo de Investigación Judicial, giró en torno a la utilización de una contraseña asignada a Guillén de una base de datos llamada DATUM, la cual contiene información sensible de personas y empresas. Lo defraudado habría ascendido a más de 200 millones de colones.
Como consecuencia a este escándalo, el director de la DIS, Roberto Solórzano Sanabria, presentó su carta de renuncia al entonces ministro de la Presidencia, Rodrigo Arias Sánchez.

### Viajes en jet privado
La DIS fue cuestionada, en mayo de 2013, cuando se reveló que la presidenta de la República, Laura Chinchilla Miranda, habría realizado al menos dos viajes a bordo de un jet privado, prestado a Casa Presidencial por un hombre llamado Gabriel O'Fallan, representante de una empresa de capital canadiense de nombre THX Energy, poco conocida en el mundo empresarial costarricense. Según la información revelada por medios la prensa, los hombres de confianza de Chinchilla habrían sido engañados por O'Fallan, ya que este efectuó el préstamo de la aeronave bajo atestados falsos, siendo que su nombre real era Gabriel Morales Fallón, un empresario de nacionalidad colombiana quien en el pasado se le había vinculado con tráfico internacional de drogas, en Colombia y Brasil. El escándalo produjo la dimisión del director de la institución, Mauricio Boraschi Hernández y del ministro de Comunicación, Francisco Chacón González. El viceministro de Seguridad para su entonces, Celso Gamboa Sánchez fue nombrado como director de la institución. Los viajes efectuados por la mandataria en el jet habrían sido dos, uno a Venezuela para asistir al funeral de mandatario Hugo Chávez y otro viaje de carácter personal a Perú. 
Previo a estas revelaciones, hacia el mes de julio del mismo año, el diputado de la Asamblea Legislativa, José María Villalta, en conjunto con el apoyo de otros legisladores, volvieron abrir la discusión del definitivo cierre de la institución. Alegando evidentes fallas en su modo de operar, el congresista Villalta afirmó que la solución a la problemática era el cierre definitivo, encontrando consenso y oposición por parte de sus compañeros legisladores. La discusión entre los diferentes frentes legislativos enfrentó a los ideales democráticos de la Nación, creando un panorama de incertidumbre en la sociedad, que poco o nada conoce de la institución. El tema quedó bajo análisis por parte de la Comisión de Seguridad de la Asamblea Legislativa.   
Tan solo unos días después, el subdirector de la institución, Jorge Torres Carrillo, colisionó su automóvil personal contra otro vehículo cuando conducía bajo los efectos del licor en Escazú. Según la boleta de citación emitida por la Policía de Tránsito, el subdirector contenía 2,04 gramos de alcohol por litro de sangre, lo cual en Costa Rica configura un delito. La DIS le abrió un proceso disciplinario por su conducta.

### Conocimiento de la ciudadanía
La existencia de escasa literatura en el tema de inteligencia, presenta un choque de criterios radicales en una nación acostumbrada a marcados ideales democráticos, siendo Costa Rica uno de los regímenes democráticos más sólidos de Latinoamérica. El ciudadano costarricense promedio desconoce no solo la existencia de la institución, sino que desconoce términos conceptuales necesarios y previos para abarcar el tema. Sumado a esto, la falta de una oficina de relaciones públicas en la DIS, impide el hecho de poder acceder a información actual, congruente y veraz. Esta limitación produce un obstáculo académico para medios de comunicación, estudiantes y público en general, generando pocos trabajos de investigación en el tema, pocos trabajos de tesis por parte de estudiantes de diferentes carreras universitarias y desconocimiento total de la población. El único texto que se puede encontrar al respecto, es propiamente su régimen jurídico, el cual requiere un conocimiento jurídico previo para su abordaje.